# Jan Hrůza
Jan Hrůza (2. dubna 1823 Rajhrad – 24. září 1898 Rajhrad) byl rakouský politik české národnosti z Moravy; poslanec Moravského zemského sněmu a starosta Rajhradu.

## Biografie

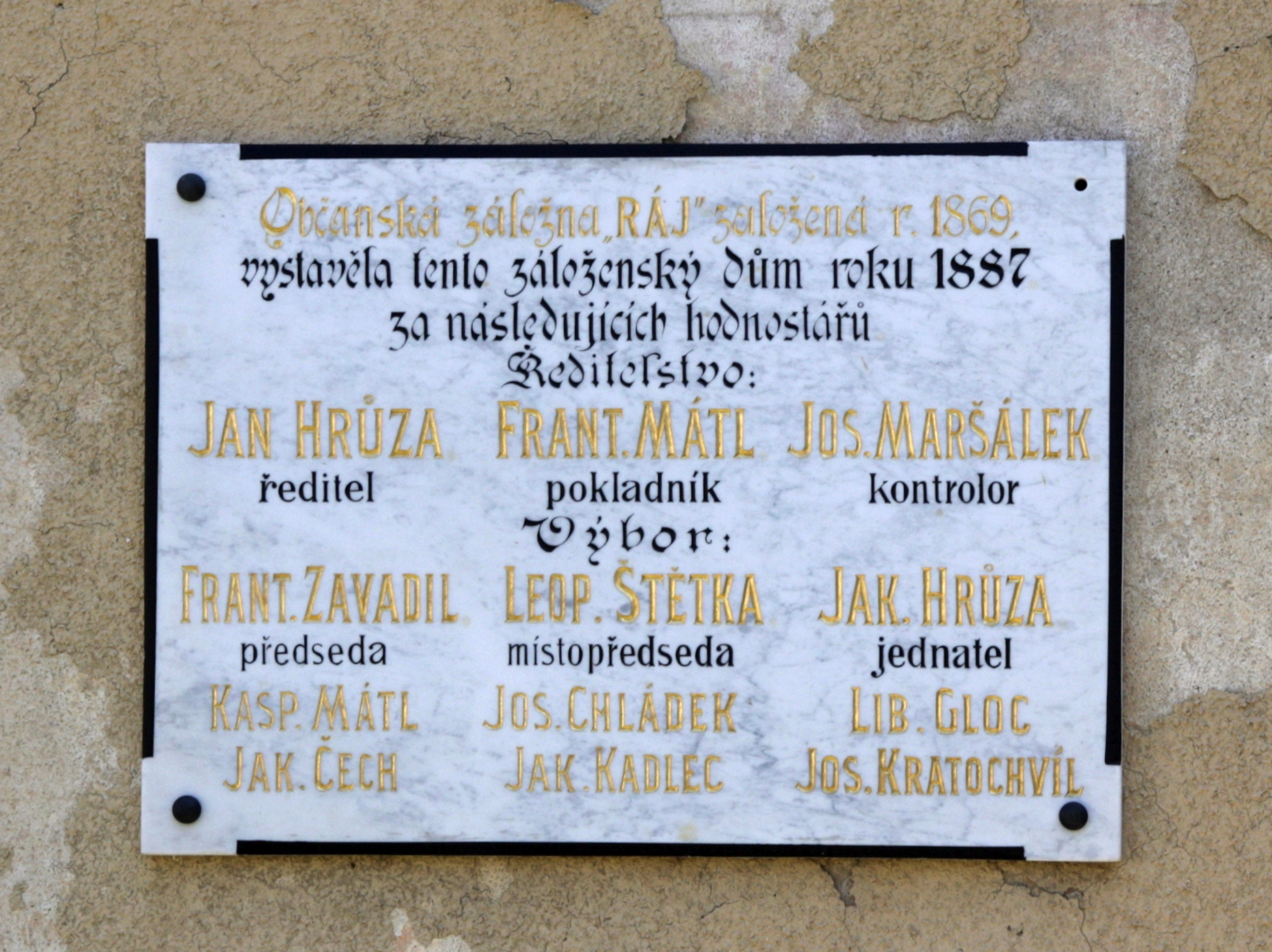
Pamětní deska záložny Ráj v Rajhradě

Narodil se roku 1823. V Praze se vyučil kupectví. Profesí byl kupcem v Rajhradu. Aktivní v národním hnutí byl už během revolučního roku 1848. Od roku 1864 až do roku 1867 a znovu v letech 1880–1883 byl starostou Rajhradu. Byl ředitelem Občanské záložny Ráj a zakladatelem rolnické akciové sladovny v Rajhradě. Stál u založení četných místních hospodářských spolků. Mezi jeho spolupracovníky na regionální úrovni byli zemský prelát a rajhradský opat Günter (Vintíř) Kalivoda OSB a František Zavadil.
V 70. letech se zapojil i do vysoké politiky. V zemských volbách roku 1878 byl zvolen na Moravský zemský sněm, kde zastupoval kurii venkovských obcí, obvod Židlochovice, Klobouky. Mandát zde obhájil v řádných zemských volbách roku 1884. V roce 1878 je řazen mezi federalistické poslance (Moravská národní strana, staročeská).  Oficiálním kandidátem českého volebního výboru byl i ve volbách roku 1884. Neúspěšně kandidoval i v zemských volbách roku 1890 jako staročech, kdy ho porazil nezávislý český kandidát Jan Kelbl.
Zemřel v září 1898 ve věku 75 let. Uváděl se jako jeden z nejstarších vlastenců na Moravě. Příčinou úmrtí byla sešlost věkem. Několik let před smrtí byl stižen těžkým záchvatem mrtvice a pak utlumil své veřejné aktivity.
Jeho zetěm byl akademický malíř L. J. Šichan.